# Parsudi Suparlan
Parsudi Suparlan (ur. 3 kwietnia 1938 w Dżakarcie, zm. 2 listopada 2007 w Tangerang Selatan) – indonezyjski antropolog. Specjalizował się w antropologii miasta, ubóstwie miejskim i wielokulturowości. 

## Życiorys
W 1964 roku uzyskał licencjat z antropologii na Wydziale Literatury Uniwersytetu Indonezyjskiego. Później wyjechał do Stanów Zjednoczonych, gdzie kontynuował edukację w zakresie antropologii. W 1972 roku uzyskał magisterium na Uniwersytecie Illinois. Doktoryzował się w 1976 roku.
Był wykładowcą Uniwersytetu Indonezyjskiego. Publikował na łamach „Jurnal Antropologi Indonesia”. W 1999 roku założył „Jurnal Polisi Indonesia”, którego był redaktorem naczelnym.
Jego dorobek obejmuje ponad 200 publikacji naukowych. Wśród jego książek można wymienić: Kemiskinan di Perkotaan, Orang Sakai di Riau. 